# Адміністративний устрій Іваничівського району
Адміністративний устрій Іваничівського району — адміністративно-територіальний поділ Іваничівського району Волинської області на 1 селищну, 3 сільські громади, що об'єднують 59 населених пунктів та підпорядковані Іваничівській районній раді. Адміністративний центр — смт Іваничі.

## Список громад Іваничівського району (з 2015 року)
| № | Назва                        | Центр       | Населені пункти | Площа км² | Місце за площею | Населення (2001), чол. | Місце за населенням |
| - | ---------------------------- | ----------- | --- | --------- | --------------- | ---------------------- | ------------------- |
| 1 | Іваничівська селищна громада | смт Іваничі | с. Долинка с.Древині смт Іваничі с. Іванівка с. Лугове с. Менчичі с. Мишів с. Романівка с. Соснина |           |                 |                        |                     |
| 2 | Литовезька сільська громада  | с. Литовеж  | с. Біличі с. Заболотці с. Заставне с. Кречів с. Литовеж с. Мовники |           |                 |                        |                     |
| 3 | Павлівська сільська громада  | с. Павлівка | с. Волиця с. Грушів с. Жашковичі с. Завидів с. Клопочин с. Колона с. Милятин с. Павлівка с. Переславичі с. Радовичі с. Риковичі с. Самоволя с. Старий Порицьк с. Старосілля с. Топилище с. Трубки с. Щенятин                       |           |                 |                        |                     |
| 4 | Поромівська сільська громада | с. Поромів  | с. Бортнів с. Будятичі с. Бужанка с. Верхнів с. Волиця-Морозовицька с. Іванів с. Космівка с. Лежниця с. Михалє с. Млинище с. Морозовичі с. Нова Лішня с. Осмиловичі с. Петрове с. Поромів с. Русовичі с. Стара Лішня с. Шахтарське |           |                 |                        |                     |

## Перелік підпорядкованих рад (до 2015 року)
| Назва                                                                                      | Тип ради     | Населення (пер. 2001) | Населенні пункти | Населенні пункти                                        |
| Назва                                                                                      | Тип ради     | Населення (пер. 2001) | Кількість        | Перелік                                                 |
| ------------------------------------------------------------------------------------------ | ------------ | --------------------- | ---------------- | ------------------------------------------------------- |
| Іваничівська                                                                               | сел/р        | 7,259                 | 3                | Іваничі, Долинка, Романівка                             |
| Бужанківська                                                                               | с/р          | 1,741                 | 5                | Бужанка, Бортнів, Верхнів, Іванів, Шахтарське           |
| Грибовицька                                                                                | с/р          | 933                   | 1                | Грибовиця                                               |
| Грядівська                                                                                 | с/р          | 2,732                 | 5                | Гряди, Кропивщина, Низкиничі, Тишковичі, Хренів         |
| Жашковичівська                                                                             | с/р          | 580                   | 1                | Жашковичі                                               |
| Заболотцівська                                                                             | с/р          | 1,555                 | 2                | Заболотці, Біличі                                       |
| Завидівська                                                                                | с/р          | 658                   | 1                | Завидів                                                 |
| Заставненська                                                                              | с/р          | 850                   | 1                | Заставне                                                |
| Колонська                                                                                  | с/р          | 1,028                 | 2                | Колона, Волиця                                          |
| Литовезька                                                                                 | с/р          | 1,507                 | 1                | Литовеж                                                 |
| Луковичівська                                                                              | с/р          | 1,136                 | 3                | Луковичі, Бужковичі, Орищі                              |
| Милятинська                                                                                | с/р          | 1,032                 | 2                | Милятин, Грушів                                         |
| Мишівська                                                                                  | с/р          | 2,183                 | 4                | Мишів, Древині, Іванівка, Лугове                        |
| Мовниківська                                                                               | с/р          | 916                   | 2                | Мовники, Кречів                                         |
| Морозовичівська                                                                            | с/р          | 1,184                 | 3                | Морозовичі, Волиця-Морозовицька, Русовичі               |
| Павлівська                                                                                 | с/р          | 1,673                 | 3                | Павлівка, Самоволя, Старосілля                          |
| Переславичівська                                                                           | с/р          | 1,134                 | 2                | Переславичі, Трубки                                     |
| Поромівська                                                                                | с/р          | 1,981                 | 5                | Поромів, Лежниця, Михалє, Млинище, Петрове              |
| Радовичівська                                                                              | с/р          | 711                   | 2                | Радовичі, Щенятин                                       |
| Риковичівська                                                                              | с/р          | 1,024                 | 1                | Риковичі                                                |
| Соснинська                                                                                 | с/р          | 1,075                 | 2                | Соснина, Менчичі                                        |
| Старолішнянська                                                                            | с/р          | 1,817                 | 5                | Стара Лішня, Будятичі, Космівка, Нова Лішня, Осмиловичі |
| Старопорицька                                                                              | с/р          | 764                   | 2                | Старий Порицьк, Клопочин                                |
| Топилищенська                                                                              | с/р          | 522                   | 1                | Топилище                                                |
| Іваничівська                                                                               | районна рада | 32 709                | 24               | 1 селищна та 23 сільські ради.                          |
| Жирним шрифтом виділено селищну раду та селище, сел/р — селищна рада, с/р — сільська рада. |              |                       |                  |                                                         |